# Deglución

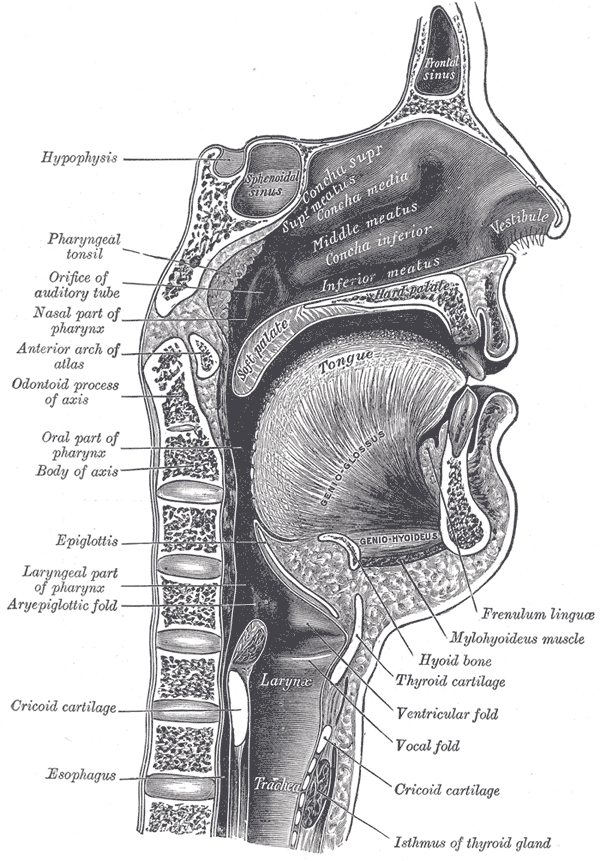
Conjunto bucofaríngeo durante la deglución. Ilustración procedente de la Anatomía de Gray (edición de 1918).

La deglución, del latín deglutĭo, es un proceso complejo por el cual sustancias como los alimentos y la saliva se trasladan desde la boca hasta el estómago sin obstruir las vías respiratorias. Se inicia de manera voluntaria en tanto el reflejo de deglución involuntario se activa mediante estimulación de la base de la lengua. El proceso de ingestión de los alimentos comienza en la boca, donde son masticados por los dientes, amasados por la lengua y humedecidos por la saliva, la cual a su vez inicia el proceso de digerir los alimentos por medio de la enzima amilasa, de modo que la comida se transforma en una masa de consistencia pastosa llamada bolo alimenticio. Una vez que esta adquiere la consistencia adecuada la lengua empuja el bolo alimenticio hacia atrás para que ingrese a la faringe. Desde allí, el bolo alimenticio continúa su camino hasta llegar al esófago. La acción de deglutir implica la intervención de diversos músculos que actúan de forma integrada, convirtiéndose en una respuesta refleja desencadenada por impulsos nerviosos aferentes de los nervios trigémino, glosofaríngeo y vago. 
La deglución es considerada uno de los actos instintivos inherentes al ser humano desde su nacimiento; un mecanismo complejo en el que intervienen coordinadamente estructuras de diferentes sistemas tales como el sistema digestivo, el sistema respiratorio y el sistema nervioso, entre otros.

## Fase voluntaria

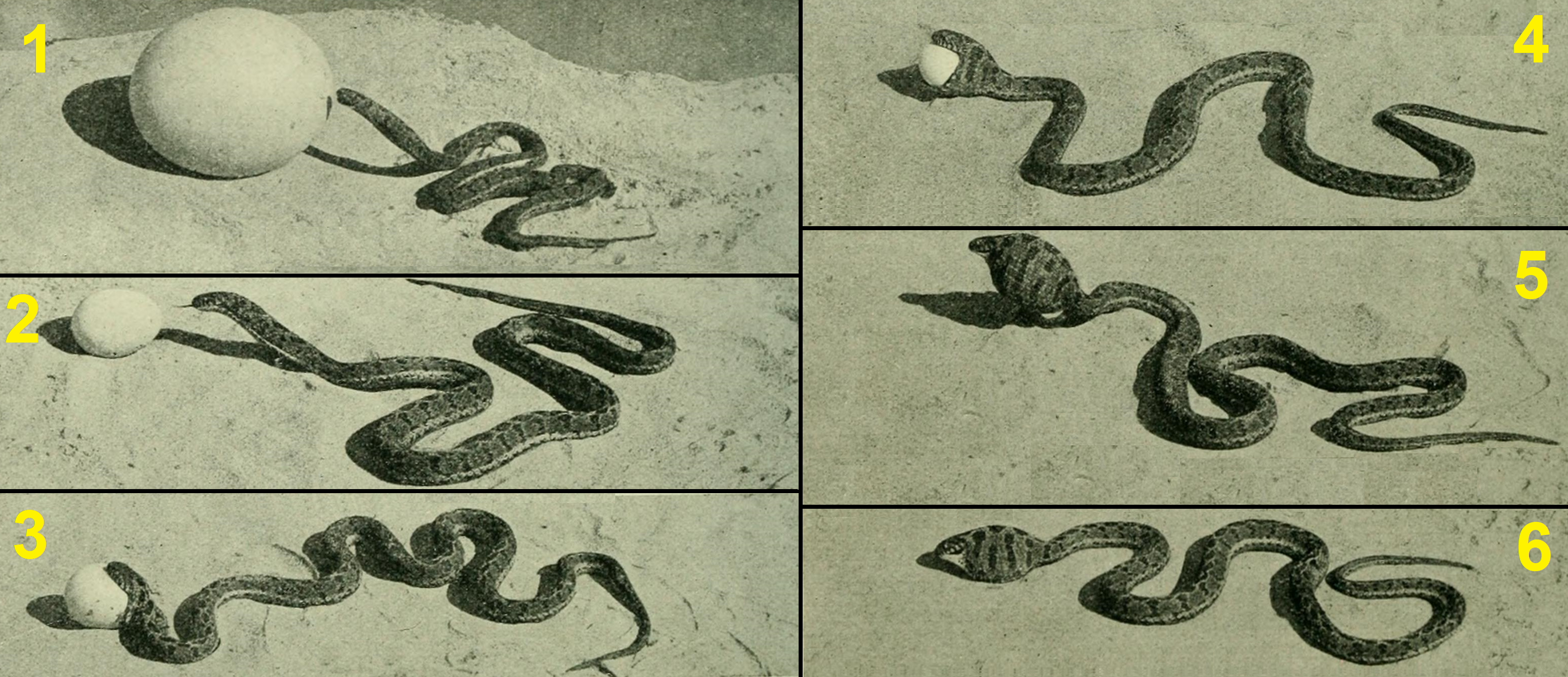
Fotografía de una serpiente (Dasypeltis scabra) que demuestra el proceso de deglución publicada en The snakes of South Africa: their venom and the treatment of snake bite (1912)

La fase voluntaria se produce una vez que los alimentos se encuentran preparados para la deglución. Entonces la lengua comprime el bolo alimenticio contra el paladar y lo empuja voluntariamente hacia la faringe. Es decir, esta fase inicia la acción voluntaria de tragar el alimento que ha sido masticado y lo propulsa hacia la faringe; el resto de fases son involuntarias.

### Fase oral
Se trata de la primera fase de la deglución, consciente y voluntaria por completo. Comprende la masticación de alimentos y la formación del bolo alimenticio, para lo que se necesita la propulsión de la lengua. Requiere de la participación de la corteza cerebral, los nervios craneales V, VII y XII (trigémino, facial e hipogloso respectivamente) y del aparato masticatorio y la articulación temporomandibular o ATM, además de las estructuras musculares orales y linguales.
Esta fase puede ser alterada por la insuficiencia del estado de alerta del individuo, apraxias orolinguales (alteración del esquema mental del movimiento) y de insuficiencias musculares.
La fase oral se divide en:
a) Oral preparatoria: se lleva a cabo cuando preparamos el alimento mordiéndolo y masticándolo, para que sea transformado en una masa homogénea y, así, facilitar la deglución. Esta fase finaliza con la estabilización mandibular en oclusión dentaria.
b) Oral propulsiva: se caracteriza por una combinación de movimientos linguales de tipo ondulatorios y peristálticos que permiten el pasaje del bolo alimenticio desde su posición preparatoria en el dorso de la lengua hacia la entrada de la faringe.

## Fase involuntaria
Corresponde al conjunto de movimientos peristálticos que impulsan el bolo alimenticio para que este pase primero por la garganta, luego por el esófago, y continúe hacia los siguientes procesos digestivos. La digestión bucal corresponde a una degradación básica o simple por parte de dos enzimas que se encuentran en la saliva y actúan sobre los alimentos, siendo la principal la amilasa salival, que inicia la digestión química del almidón en un proceso de degradación muy simple y rápido. En la fase previa se forma el bolo alimenticio con ayuda de la lengua, en un proceso voluntario tras el cual el tercio anterior de la lengua se eleva hasta el tercio anterior del paladar (ruga palatina), lo que produce que el bolo alimenticio ubicado entre ambas superficies se dirija a la faringe.

### Fase faríngea
Esta fase comienza con el paso del bolo alimenticio desde la base de la lengua hasta la pared faríngea posterior. El velo del paladar se eleva para cubrir las fosas nasales; la cavidad bucal se cierra, las cuerdas vocales se contraen y causan el cierre de la glotis. Los músculos faríngeos se retraen de inmediato y mueven el bolo. Como resultado de la fuerza ocasionada por el movimiento del bolo, la epiglotis cubre la laringe para que el alimento no pase al tracto respiratorio. Luego el esfínter esofágico superior se relaja y permite que el bolo entre al esófago.
Esta fase es controlada por el centro de deglución en la médula oblonga, ya que los impulsos nerviosos para activar los reflejos de este proceso vienen directamente desde el centro de deglución hacia los eferentes en la faringe. Estos impulsos viajan por medio del nervio vago para activar directamente los músculos estriados requeridos y no hay intervención del sistema nervioso entérico en estos reflejos.

### Fase esofágica
Comienza con la relajación del esfínter esofágico superior (duración menor de un segundo) como consecuencia de la llegada de la onda de contracción faríngea. Esta onda se produce como consecuencia de una inhibición no colinérgica ni adrenérgica que determina la relajación muscular (evidente a su llegada a la región esfinteriana), seguida de una onda de contracción del músculo circular. Esta onda de contracción o peristaltismo primario tiene una velocidad de progresión en la región anterior al esfínter esofágico superior de 9 a 25 cm/s. Al inicio del esófago baja a 3-4 cm/s, aumenta a 5 cm/s y después cae a 2 cm/s. El responsable de esta respuesta peristáltica es el sistema nervioso entérico, a diferencia de la región anterior al esfínter, donde son motoneuronas craneales. No obstante, no se descarta la participación del vago en la coordinación de dicho movimiento con la acetilcolina como estimulador mientérico de la contracción por detrás del bolo y no VIIP como transmisores mientéricos de relajación por delante del bolo. También parecen muy implicadas las células intersticiales de Cajal. Además de este tipo de movimiento se observa un acortamiento del esófago generado por la estimulación del músculo liso longitudinal.
El tiempo invertido en el tránsito depende de la naturaleza de los alimentos. Los líquidos tardan en atravesar el esófago unos tres segundos (la onda peristáltica tarda en recorrer el esófago unos ocho segundos), mientras que los sólidos invierten unos ocho segundos. También influye la gravedad. Junto a esta onda peristáltica primaria suelen aparecer ondas peristálticas secundarias en aquellos puntos del esófago donde se produce distensión. Las características de estas ondas son muy similares a la primaria y su origen es entérico.
En el mismo momento que se produce la relajación del esfínter esofágico superior, se produce en menos de un segundo una fuerte contracción del esfínter que vuelve después a los valores basales (cuyo significado es evitar el reflujo del bolo alimenticio). Coincidiendo con la relajación del esfínter esofágico superior, se produce la relajación del esfínter esofágico inferior, el cual se mantiene relajado hasta que llega la onda peristáltica. En esta región se genera una fuerte contracción de cierre que vuelve después a su valor de reposo y se evita así el reflujo gástrico. El contenido de la comida también influye en su forma; si es rica en proteínas acentúan más el tono. La presión en este esfínter se disminuye por VIP, secretina, CCK, NO, GIP y progesterona, y aumenta con la acetilcolina, gastrina, motilina y la presión intraabdominal.

## Inconvenientes en la deglución
Una deglución incorrecta se engloba bajo el nombre de disfagia. La disfagia puede presentar síntomas como una masticación que se extiende demasiado en el tiempo, la expulsión involuntaria de saliva, el dolor en el momento de tragar, la regurgitación de la comida o la tos.
Estos problemas pueden diagnosticarse mediante estudios médicos como la endoscopia gastrointestinal alta o esofagogastroduodenoscopia.
Un inconveniente frecuente derivado de los problemas en la deglución, se produce cuando se le debe administrar a ciertos pacientes medicamentos por vía oral.

## Deglución atípica
Esta anomalía se da cuando al tragar, los dientes de la arcada superior e inferior no están en contacto. Además, la lengua no se posiciona en el paladar sino entre los dientes de ambas arcadas. Al existir este problema de masticación, el bolo alimenticio no se forma de manera correcta. Esto lleva a realizar un movimiento habitual con la cabeza, normalmente tirando hacia atrás para favorecer el paso del bolo a la faringe.

### Causas de la deglución atípica
Está relacionada muchas veces con alteraciones en el desarrollo de las estructuras orofaciales. Algunas de ellas, además, tienen que ver con malos hábitos dentales con consecuencias negativas para la salud oral. También en la infancia existen costumbres que se pueden evitar en este sentido, como, por ejemplo, uso del biberón o del chupete a edades más avanzadas de lo recomendable (más allá de los 18 meses). 
Existen alteraciones orgánicas que se presentan en el desarrollo anómalo de los huesos maxilares, lo cual genera problemas de mordida por la ausencia de las piezas dentales debido a diversas causas: la caída temprana de los dientes anteriores temporales, la dificultad para mover la lengua (anquiloglosia), la limitación en el movimiento de la lengua debido a un frenillo lingual corto o a que esta tenga un tamaño superior en comparación con el resto de estructuras bucales (macroglosia) e hipotonía, es decir, reducción del tono de los músculos que inciden en el proceso de masticación.

### Consecuencias de la deglución atípica
- Problemas de maloclusión: la mordida abierta.
- Protrusión de los dientes y la aparición de diastemas (espacios entre piezas).
- Problemas de fonación.
- Problemas de ahogamiento